# 58 Ophiuchi
58 Ophiuchi, som är stjärnans Flamsteed-beteckning, är en ensam stjärna i den södra delen av stjärnbilden Ormbäraren. Den har en skenbar magnitud på ca 4,86 och är svagt synlig för blotta ögat där ljusföroreningar ej förekommer. Baserat på parallaxmätning inom Hipparcosuppdraget på ca 56,7 mas, beräknas den befinna sig på ett avstånd på ca 58 ljusår (ca 18 parsek) från solen. Den rör sig bort från solen med en heliocentrisk radialhastighet av ca 10 km/s.

## Egenskaper
58 Ophiuchi är en gul till vit stjärna i huvudserien av spektralklass F5 V. Den har en massa som är ca 1,3 solmassor, en radie som är ca 1,3 solradier och utsänder ca 3 gånger mera energi än solen från dess fotosfär vid en effektiv temperatur på ca 6 400 K.